# Danh sách nhân vật trong Transformers: Prime
Transformers: Prime là bộ phim truyền hình dành cho trẻ em được sản xuất bởi Hasbro Studios và được Polygon Picture chuyển thành hoạt hình, dựa trên các mẫu robot đồ chơi những năm 1980 của Hasbro. Giống như hầu hết các phiên bản phim của Transformers, "Transformers: Prime" tập trung vào cuộc xung đột giữa hai phe robot: Autobots chính diện của thủ lĩnh Optimus Prime và Decepticons xấu xa của thủ lĩnh Megatron.

## Phe Autobot (Bots)

### Optimus Prime
- Lồng tiếng: Peter Cullen
- Thủ lĩnh tối cao của phe Autobot. Khi biến hình, Optimus trở thành chiếc xe tải màu đỏ xen kẽ xanh dương, mũi xe có gắn huy hiệu Autobot. Sang season 3, sau khi Optimus tự dùng búa rèn của Solus Prime để nâng cấp bản thân trở nên mạnh hơn, ông đã có thể bay được nhưng chưa biến hình hoàn toàn sang máy bay. Sang tập 5 "Project Predacon" (Dự án Predacon) của season 3, Optimus đổi hình dạng thành chiếc xe EFV màu đỏ (loại xe chiến đấu mọi địa hình của quân viễn chinh Mỹ).
- Tên thời trẻ của Optimus Prime là Orion Pax, ông từng là một thủ thư bình thường ở Tàng kinh viện Iacon, hành tinh Cybertron. Khi nghiên cứu dữ liệu trong thư viện, Orion nhận ra sự suy đồi của tầng lớp thượng lưu Cybertron và sự bất công trong xã hội lúc đó. Vì thế, anh dễ dàng bị thu hút vào lý tưởng và tuyên ngôn của đấu sĩ lừng danh Megatronus, kẻ lấy tên một trong 13 vị Prime đầu tiên của Cybertron. Megatronus luôn thách thức giới cầm quyền bấy giờ, lên tiếng đòi quyền bình đẳng cho nhân dân, hắn nhanh chóng trở thành nhà cách mạng được muôn người ủng hộ. Trong những người dưới trướng Megatronus, Soundwave là kẻ xuất chúng nhất. Orion học hỏi ở Megatronus rất nhiều, xem hắn như người thầy và anh trai của mình. Sau khi rời bỏ đấu trường và tham gia vào chính trị, hắn đổi tên thành Megatron. Ít lâu sau, hắn trình diện hội đồng tối cao Cybertron, bày tỏ quan điểm cũng như hứa hẹn về một tương lai bình đẳng tự do, được xây dựng bằng bạo lực chiến tranh. Megatron còn trắng trợn đòi được phong làm Prime kế nhiệm. Orion Pax thì cho rằng bạo lực không thể đem đến hòa bình. Những lời chân thành và tư tưởng cao thượng của anh được hội đồng khâm phục, họ liền phong cho anh làm Prime thay vì Megatron.

Tức giận vì tham vọng bất thành, Megatron thành lập đội mãnh binh trung thành Decepticon, hạ gục bất kì ai cản đường và dìm cả Cybertron vào khói lửa chiến tranh. Orion Pax muốn cữu vãn tình hình, đã vào tận trung tâm hành tinh Cybertron, khẩn cầu sự giúp đỡ từ Primus - Thần sáng tạo, tổ thần của nhân dân Cybertron. Bấy giờ Primus đang suy kiệt do chiến tranh, song Ngài vẫn nhận ra phẩm chất cao thượng của Orion nên ban cho anh Ma trận chỉ huy. Nhờ sở hữu Ma trận chỉ huy, Orion trở thành Optimus Prime, truyền nhân cuối cùng của Primus.
Optimus là một thủ lĩnh khôn ngoan, dũng cảm, ông rất được các Autobot kính trọng và tín nhiệm. Từ khi trở thành Prime, ông đã kìm chế cảm xúc bản thân, mọi người chưa bao giờ thấy ông khóc, tức giận hoặc cười to, ông lúc nào cũng tỏ ra điềm tĩnh và nói năng nhẹ nhàng, lịch sự. Optimus rất nhân hậu và yêu hòa bình, tin vào sự hướng thiện. Ông nghiêm cấm đồng đội của mình hãm hại hoặc làm liên lụy tới con người, cũng không bao giờ đánh lén hoặc lợi dụng thời cơ tiêu diệt kẻ địch lúc hắn yếu nhất. Tuy nhiên, khi mọi biện pháp hòa giải đều vô ích, ông sẵn sàng dùng tới vũ lực.

### BumbleBee
- Trinh sát giỏi của nhóm Autobot. Khi biến hình, cậu trở thành chiếc xe hơi thể thao Urbana 500 màu vàng điểm những đường kẻ đen bên thân. Mẫu xe này dựa trên mẫu Chevrolet Camaro của nhân vật cùng tên trong phim "Transformers" của Michael Bay.
- Là Autobot bảo vệ Rafael Esquivel.
- BumbleBee là Autobot trẻ tuổi nhất trong nhóm Prime. Sau một lần đi trinh sát bất thành, cậu bị Decepticon tra tấn dã man và bị Megatron bóp nát bộ phận phát âm. Từ đó, cậu chỉ có thể phát ra những âm thanh kì lạ nhưng đồng đội và Rafael vẫn hiểu cậu muốn nói gì. BumbleBee thích trò chơi điện tử đua xe, là một robot rất dễ thương, tốt bụng, dũng cảm, có năng lực. Cậu luôn luôn cố gắng bảo vệ Rafael và mọi người, sau đó làm chuyện ấy với Ratchet

### Arcee
- Lồng tiếng: Sumalee Montano
- Là Autobot bảo vệ Jack Darby. Khi biến hình, cô trở thành một chiếc mô tô Kawasaki Ninja 250R màu xanh và đen.
- Một nữ Autobot dũng cảm, nghiêm khắc, mạnh mẽ và đầy nghị lực. Cô là người nhỏ con nhất nhóm Autobot nhưng rất nhanh nhẹn và dẻo dai. Trong quá khứ, Arcee từng mất hai đồng đội thân thiết là Tailgate (từ hồi chiến tranh Cybertron) và Cliffjumper. Vì vậy, cô rất sợ phải mất đi Jack cũng như những đồng đội còn lại của mình. Sau một lần cô và Jack bị Airachnid - kẻ thù của cô tấn công suýt chết, Arcee ngộ ra rằng cô không thể cứ mãi đau buồn với quá khứ mà quên đi hiện tại, nơi vẫn có nhiều thứ cô cần phải bảo vệ.

### Bulkhead
- Lồng tiếng: Kevin Michael Richardson
- Là Autobot bảo vệ Nakadai Miko. Khi biến hình, anh trở thành một chiếc xe SUV màu xanh lá cây.
- Bulkhead từng làm công nhân xây dựng ở Cybertron, khi chiến tranh xảy ra, anh đi theo Optimus Prime làm biệt kích. Anh khá cục mịch và vụng về nhưng rất kiên cường. Từ khi nhận làm người bảo vệ cho Miko, Bulkhead nhiều phen đau đầu vì cô bé quá hiếu động này, nhưng sau mọi chuyện, họ đã trở thành bạn rất thân. Chính Miko đã truyền cho Bulkhead niềm đam mê nhạc rock. Ngoài Miko, anh còn có một người bạn khác là Wheeljack - một Autobot thích lang bạt ngoài vũ trụ.

### Ratchet
- Lồng tiếng: Jeffrey Combs                                                                                                                                                                                                 Là bác sĩ tài giỏi của nhóm Autobot. Khi biến hình, Ratchet trở thành một xe cứu thương màu đỏ và trắng.
- Ratchet và Optimus hay gọi nhau là "bạn cũ" (old friend), ông là người hiểu rõ thời trai trẻ cũng như tính tình của Optimus nhất. Ratchet rất nghiêm nghị, lạnh lùng, ít nói, hay la lên "I needed that!" (Tôi cần nó mà!) mỗi khi bị ai đó phá hỏng đồ dùng của mình. Tuy nhiên, có lần Ratchet đã tỏ ra khá lập dị và hiếu thắng khi làm bài nghiên cứu khoa học giúp Jack, Miko và Rafael. Ông tự cho mình là dân chuyên nên tự làm hết mọi việc, không cho ai động vào. Tiếc thay, kết quả của ông trở nên thất bại thảm hại với cả ba đứa trẻ loài người. Ratchet khá tức tối sau vụ này, ông nhận xét là người Trái Đất chẳng biết tí gì về điện, nếu ở Cybertron thì những đồ do ông tạo ra đã đạt giải đặc biệt rồi tấn công BumbleBee trên giường

### Wheeljack
- Lồng tiếng: James Horan
- Là bạn chiến đấu thân thiết của Bulkhead, lính biệt kích Autobot thời chiến tranh Cybertron. Khi biến hình, Wheeljack trở thành một chiếc xe hơi thể thao màu trắng, điểm những đường kẻ màu đỏ và xanh lá.
- Wheeljack thường được bạn thân Bulkhead gọi thân mật bằng cái tên "Jackie", là một Autobot nóng tính, thẳng thắn, thích hoạt động độc lập nên từ chối tham gia nhóm của Optimus Prime. Anh thường lang bạt ngoài vũ trụ, tìm kiếm những Autobot còn sống, thỉnh thoảng vẫn ghé lại Trái Đất giúp đỡ bạn bè. Cuối phần 2, Wheeljack đã lái phi thuyền trở về cứu trợ cho nhóm Autobot khi căn cứ bí mật bị Decepticon tấn công nhưng không quân Decepticon đã bắn hạ được phi thuyền của Wheeljack và bắt sống anh. Sau này, anh trốn thoát và hợp tác với nhóm Prime tấn công pháo đài Darkmount, lật đổ âm mưu bá quyền của Decepticon.

Cá tính thoải mái, liều lĩnh của Wheeljack luôn xung khắc rất mạnh với sự nghiêm túc của Ultra Magnus. Tuy nhiên, sau vài lần chiến đấu cùng nhau, họ cũng trở nên hoà thuận hơn.

### Smokescreen
- Lồng tiếng: Nolan North
- Khi biến hình, Smokescreen trở thành một chiếc xe hơi thể thao khá nổi bật với màu bạc, xanh dương và đỏ. Nhưng đến tập 5 của season 3, cậu đã sơn lại mình thành màu xanh dương và vàng. Thiết kế của Smokescreen dựa trên nguyên mẫu của nhân vật cùng tên trong series hoạt hình Transformer: Generation 1 (1984 - 1991) của Hasbro.
- Là một chiến binh Autobot trẻ tuổi, được sư phụ của Optimus là Alpha Trion trao gửi một trong 4 chìa khóa Omega (nhưng bản thân Smokescreen lại không hề biết điều này). Sau chiến tranh Cybertron, phe Autobot thua trận, Smokescreen bị bắt làm tù binh. Cậu xuất hiện ở phần 2 "Transformers: Prime", trong một phi thuyền thoát hiểm của Decepticon, do cậu cướp được khi trốn khỏi nhà tù của chúng. Phi thuyền khiến cậu rơi vào trạng thái ngủ đông và đưa cậu tới Trái Đất. Khi đến nơi, cậu gia nhập ngay vào nhóm của Optimus Prime và là một tân binh rất năng nổ, nhiệt huyết, mặc dù tính tình trẻ con và bồng bột, đôi khi làm các Autobot khác bực mình. Smokescreen vô cùng ngưỡng mộ Optimus Prime, lúc nào cũng muốn mình được giống như ông.

### Ultra Magnus
- Lồng tiếng: Michael Ironside
- Xuất hiện trong phần 3 "Transformers: Prime". Ở tập 5 của "Transformers Prime: Beast Hunter", hình dạng khi biến hình của Ultra Magnus đã xuất hiện: Một chiếc xe tải khá giống với Optimus, chỉ khác là nó sơn màu xanh dương nhạt và sử dụng sức mạnh của búa rèn Solus Prime như một vũ khí.
- Trong thời chiến tranh Cybertron, Ultra Magnus là phó chỉ huy Autobot, phụ tá thân cận của Optimus. Sau một thời gian dài phiêu bạt ngoài vũ trụ, ông tìm đến Trái Đất nhờ nguồn năng lượng phát ra từ ổ khóa Omega mà Decepticon dùng để tạo nên pháo đài Darkmount. Sau khi đến Trái Đất, ông gặp Arcee và Jack đầu tiên, từ đó dần tìm ra những thành viên còn lại của nhóm. Khác với Optimus ôn hòa, Ultra Magnus là một vị tướng nghiêm khắc, đầy lý trí, rất coi trọng nghi thức trong quân đội. Ông sẽ bực mình nếu người khác không tuân theo nguyên tắc và mệnh lệnh của ông.

## Phe Decepticon (Cons)

### Megatron
- Lồng tiếng: Frank Welker
- Thủ lĩnh tối cao của Decepticon và là kỳ phùng địch thủ của Optimus Prime, khi biến hình sẽ trở thành một phi cơ chiến đấu kiểu Cybertron.

Tên thời trẻ của Megatron là Megatronus - đấu sĩ lừng danh Cybertron và nhà cách mạng đấu tranh vì tự do - trước khi hắn bị tham vọng bá quyền làm tha hóa. Hắn và Optimus Prime từng là đồng đội tốt trước khi chiến tranh Autobot - Decepticon nổ ra. Megatron rất mạnh mẽ, tham vọng, tàn bạo và đầy mưu mô tính toán. Ở cuối phần một, hắn đồng ý liên minh với Autobot để tiêu diệt Unicron, thực chất là hắn muốn cứu Trái Đất để rồi thống trị nó. Mặc dù suốt phần 1 series, Optimus luôn hi vọng sẽ thay đổi được tư tưởng của Megatron, giúp hắn trở về con người khi xưa nhưng cuối cùng, ông biết rằng giữa hai thủ lĩnh Autobot và Decepticon, chỉ một người được sống và một kẻ phải ngã xuống (One shall stand, one shall fall). Ở tập cuối phần 3, Megatron đã bị BumbleBee kết liễu và xác của hắn rơi xuống đáy đại dương của địa cầu. Sau đó Unicron đã sử dụng thể xác hắn để quay về Cybertron, với ý định huỷ diệt Primus - kẻ thù truyền kiếp của Unicron.

### Starscream
- Lồng tiếng: Steven Blum
- Phó tướng Decepticon. Mặc dù sau đó đã bị đuổi cổ vì cố ám sát Megatron nhưng nhờ lấy cắp được 4 chìa khóa Omega, hắn được thu nhận lại. Khi biến hình, Starscream trở thành một máy bay phản lực có gắn đầu tên lửa.
- Starcream trong "Transformers: Prime" được khắc họa là một tên hèn nhát, gian xảo, hai mặt, sẵn sàng bán đứng người khác vì mục đích bản thân. Y luôn ôm mộng hất cẳng Megatron để làm thủ lĩnh Decepticon, tuy nhiên khi bị Megatron phát giác, y lại quỳ lạy xin tha mạng và thề không tái phạm nữa. Mặc dù biết rõ bản chất phản bội của y, Megatron vẫn không giết y mà để y sống. Bởi Megatron cho rằng Starscream vẫn còn hữu dụng cho mình. Starscream chính là kẻ đã giết Cliffjumper một cách hèn hạ sau khi quân Decepticon bắt sống anh.

### Soundwave
Cấp dưới trung thành và xuất chúng nhất của Megatron, theo chân hắn từ trước chiến tranh Cybertron. Khi biến hình sẽ trở thành máy bay trinh sát không người lái màu đen ánh tím. Soundwave có một con chim máy tên "Laserbeak" ở trước ngực, vừa là áo giáp của hắn, vừa có vai trò do thám và đánh lạc hướng kẻ địch. Mặc dù Soundwave có thể nói nhưng hắn thường không thích nói, chỉ ghi âm và phát lại những lời của Megatron và những Decepticon khác. Soundwave còn là một mật thám tài ba của Megatron, chuyên nghe ngóng tình hình nội bộ Decepticon. Khi Megatron liên minh với Autobot để chống lại Unicron, Airachnid muốn chiếm quyền chỉ huy Decepticon nhưng Soundwave đã đánh ả một trận tơi bời, khiến ả phải tạm thời từ bỏ ý định đó.

### Knock Out
- Lồng tiếng: Daran Norris
- Là bác sĩ của Decepticon, một kẻ vô cùng đỏm dáng, tự mãn. Khi biến hình, Knock Out sẽ trở thành chiếc xe đua Aston Martin DBS màu đỏ tươi. Knock Out luôn tức giận mỗi khi bị trầy sơn hoặc hỏng hóc những bộ phận trên người.
- Sau này, Knock Out đã bỏ Decepticon và theo phe thắng trận Autobot.

### Breakdown
- Lồng tiếng: Adam Baldwin
- Phụ tá của Knock Out và là kẻ thù của Bulkhead phe Autobot. Khi biến hình, hắn trở thành chiếc xe hơi màu xanh lá cây. Breakdown bị mất một mắt trái, sau một lần bị tổ chức M.E.C.H bắt được. Suýt nữa hắn đã bị M.E.C.H phanh thây để nghiên cứu nếu không có Bulkhead và nhóm Autobot giải cứu kịp thời. Sau này, Breakdown đã bị Airachnid giết một cách man rợ.

### Airachnid
- Lồng tiếng: Gina Torres
- Là kẻ thù của Arcee phe Autobot, rất tàn bạo, gian ác, khó lường và tham vọng. Ả đã giết Tailgate, bạn chiến đấu cũ của Arcee và giết bạn chiến đấu của Knock Out bên phe Decepticon là Breakdown, vì vậy ả có thù với cả hai phe Auboto & Decepticon. Ở phần hai series, ả từng câu kết với Starcream để ám sát Megatron nhưng bất thành, từ đó Airachnid rời bỏ Decepticon và hoạt động độc lập. Cuối phần hai, ả đã bị nhóm Autobot phong ấn trong một chiếc lồng kín bằng kim loại và nhốt vào nhà kho căn cứ. Kết cuộc cuối cùng của Airachnid là bị biến thành zombie và bị đưa đến một hành tinh hoang vu. Tên của ả trong tiếng Hy Lạp nghĩa là "nhện".

### Dreadwing
- Lồng tiếng: Tony Todd
- Là một Decepticon trung thành với lý tưởng của mình, rất trọng nghĩa và can đảm, ngay cả Optimus Prime cũng nể phục. Hắn là trung úy của Megatron, gia nhập Decepticon để trả thù cho em trai song sinh là Skyquake, bị nhóm Autobot của Optimus giết chết. Tuy nhiên, sau khi Dreadwing biết được chính Starcream đã dùng Dark Energon (mà y cướp được từ Megatron) để hồi sinh Skyquake thành zombie, Dreadwing hết sức tức giận, cho rằng hành động này còn đê tiện hơn những gì Autobot đã làm. Vì cứ khăng khăng đòi trả thù Starcream, Dreadwing bị Megatron giết. Trước khi bị thủ tiêu, hắn đã trộm một cổ vật do Decepticon lấy được là búa rèn của Solus Prime - một trong những Prime tiền nhiệm của Cybertron. Dreadwing trao búa rèn cho Optimus nhưng từ chối về phe Autobot.

## Con người

### Jack Darby
- Lồng tiếng: Josh Keaton
- Một thiếu niên 16 tuổi sống cùng mẹ là June Darby ở Jasper, Nevada, một vùng hẻo lánh của nước Mỹ. Trong suốt nội dung phim không hề nhắc đến cha của Jack, có thể cha cậu đã qua đời hoặc li dị. Jack trầm tính, chín chắn, ít nổi bật nên hay bị bạn bè trêu chọc là kẻ quê mùa. Ở phần 1 series, Ratchet từng nhận xét cậu có phần giống Optimus Prime khi ông còn trẻ. Jack là người có trách nhiệm và tỏ ra khôn ngoan nhất trong 3 đứa trẻ được Autobot chăm nom, cậu luôn bảo vệ Rafael và Miko bằng mọi cách có thể. Ấn tượng với sự trưởng thành của cậu ngay từ lần gặp đầu tiên, thủ lĩnh Optimus đã giao cho cậu chìa khóa mở kho lưu trữ ký ức các Prime trên Cybertron, với niềm tin rằng cậu sẽ hồi phục lại ký ức cho ông sau khi ông giải phóng Ma Trận, tiêu diệt Unicron (tập cuối của phần một).

### Nakadai Miko
- Lồng tiếng: Tania Gunad
- Một cô bé 15 tuổi, con gái một gia đình Nhật Bản giàu có, rời Tokyo đến Nevada sống cùng cha mẹ nuôi. Miko tới nước Mỹ vì muốn sống đúng với đam mê của mình, không phụ thuộc vào cha mẹ. Cô rất nổi loạn, mê nhạc rock, biết chơi guitar bass và piano. Miko cũng rất thích robot khổng lồ và những cuộc chiến gay cấn giữa Autobot và Decepticon. Cô bé gan lì, táo bạo, nhanh nhẹn này không ít lần giúp đỡ các Autobot, đặc biệt là Bulkhead, qua khỏi cơn nguy khốn. Ngay cả Wheeljack, bạn thân của Bulkhead, cũng công nhận Miko rất "pro". Tuy nhiên, không ít lần cô bé khiến Jack và Rafael bị vạ lây do tính tò mò, nông nổi thiếu suy nghĩ của mình. Sở thích của cô là dùng điện thoại di động chụp lại những cảnh thú vị của các Autobot.

### Rafael Esquivel
- Lồng tiếng: Andy Pessoa
- Thường được gọi thân mật là "Raf", một cậu bé 12 tuổi thông minh, giỏi công nghệ thông tin, cậu luôn giúp Autobot rất nhiều trong việc đối phó với Decepticon. Trong một tập phim của phần hai, Rafael tiết lộ với Ratchet rằng gia đình cậu có rất đông con, cậu lại là con út. Vì thế, Rafael từng la hét khản cổ nhưng chẳng được ai lắng nghe, dần dần Rafael trở nên nhút nhát, không dám phát biểu ý kiến riêng. Cho đến khi gặp BumbleBee, cậu rất vui bởi BumbleBee luôn luôn lắng nghe, thấu hiểu cậu. Cậu cũng là con người duy nhất hiểu BumbleBee muốn nói gì.

### William Fowler
- Lồng tiếng: Ernie Hudson
- Mật vụ của chính phủ Hoa Kỳ, phụ trách đường dây liên lạc giữa nhóm Autobot và chính phủ. Tuy Fowler khá hách dịch và luôn phàn nàn về Autobot nhưng càng về sau, ông càng thấy được tinh thần quả cảm của họ trong việc bảo vệ Trái Đất. Vì vậy Fowler luôn sẵn lòng ủng hộ, giúp đỡ Autobot mỗi khi họ cần. Ông đã có lần lên tiếng bảo vệ Autobot trước những lời buộc tội của chính phủ. Ông cũng là người lo cho Jack một bộ đồ phi hành gia để cậu có thể đến Cybertron và lấy lại ký ức cho Optimus. Optimus thường nhờ Fowler gọi điện thông báo giải tán dân thường và binh sĩ ở những nơi sắp xảy ra vụ đụng độ với Decepticon.